# Composto antinutrizionale
I composti antinutrizionali (o antinutrienti) sono sostanze naturali o di sintesi che interferiscono con l'assorbimento dei nutrienti. Differiscono da organismo ad organismo, a seconda della biochimica specifica dello stesso.

## Nell'uomo
Gli antinutrienti, non necessariamente con effetti negativi, vengono assunti con la dieta, e vengono distinti in non nutrienti e antinutrienti propriamente detti. Infine sono da ricordare i composti tossici, contaminanti occasionali dei cibi o responsabili di avvelenamenti alimentari.

### Non nutrienti
A questa categoria appartengono sostanze che non inibiscono o interferiscono significativamente coi processi digestivi e quindi non hanno effetti dannosi per l'organismo. Non essendo assimilabili, superano immodificate i processi digestivi non fornendo molecole utili e per questa ragione vengono definite "non nutrienti".
- Fibre insolubili (es. cellulosa). Non essendo digeribili o assorbibili dall'organismo e non essendo fermentabili dalla flora batterica dell'intestino, rimangono tal quali e stimolano il transito intestinale aumentando il volume delle feci, rendendole più morbide e poltacee (effetto lassativo).
- Fibre solubili che fermentano nel lume intestinale ad opera della flora microbica, con produzione di gas. Inducono meteorismo e formano dei composti gelatinosi che hanno una discreta azione ipocolesterolemizzante poiché riducono l'assorbimento intestinale dei grassi.

### Antinutrienti propriamente detti
Sono sostanze che legano alcuni nutrienti presenti nei cibi limitandone l'assorbimento. Essi sono presenti in piccola quantità negli organismi vegetali, ove svolgono funzioni strutturali, di riserva o di difesa contro eventuali predatori, ma anche presenti negli animali (es. tossine e ammine presenti nei molluschi o nei pesci), nei derivati del latte (formaggi) o nel vino. Spesso si formano dai processi di degradazione, di cottura (es. ammine eterocicliche delle carni cotte) o di conservazione degli alimenti, o si tratta di tossici ambientali, di origine microbica, fungina o xenobiotica (agrofarmaci, ormoni, etc), che contaminano l'alimento.
- Fitati: leganti dei metalli (Calcio, Magnesio, Zinco, Rame, Ferro) ne inibiscono l'assorbimento riducendone la disponibilità; presenti soprattutto nella crusca dei cereali (ma, fortunatamente, il processo di fermentazione ne permette la parziale degradazione).[2]
- Acidi ossalici (e acidi bicarbossilici): formano composti col calcio introdotto con la dieta (ad esempio l'ossalato di calcio) formando cristalli insolubili, che possono precipitare nelle vie urinarie e determinare lesioni parenchimali o la formazione di calcoli.[3]
- Inibitori delle proteasi: i legumi contengono inibitori della tripsina, fondamentale enzima digestivo che permette l'assorbimento delle proteine. Possono contenere inoltre lectina, che pure riduce l'attività di tripsina e chimotripsina[4].

#### Antivitamine
Sostanze che riducono l'assorbimento o inibiscono le funzioni delle vitamine.
- Avidina:proteina contenuta nelle uova crude, impedisce l'assorbimento intestinale della biotina.
- Acido gluco-ascorbico (o antivitamina C): riduce l'attività della vitamina C.
- Dicumarolici: farmaci utilizzati come anticoagulanti, inibiscono il riutilizzo della vitamina K aumentandone il fabbisogno.
- Desossipiridossina (antivitamina B 6).
- Antifolici: sono farmaci utilizzati nella chemioterapia antitumorale che inibiscono le funzioni dell'acido folico.

### Composti tossici

#### Sostanze presenti in alcuni alimenti e dagli effetti trascurabili se assunte in dosi minime
- β-aminopropionitrile: aminoacido neurotossico, presente nei semi di cicerchia[5], causa latirismo (disturbi di mobilità degli arti inferiori ed alterazione della sensibilità generale).
- Solanina: è un glicoside che si forma nelle parti verdi della patata, è termostabile, causa disordini neurologici[6].
- Linamarina, Amigdalina: glucosidi cianogenici, possono generare intossicazione da cianuro; sono presenti come amigdalina nei semi delle rosacee (pesche, mandorle), e si ritrovano anche in alcune radici tuberose, foglie e semi[7].
- Aflatossine: presenti nelle muffe, danno tossicità epatica e, ad alte dosi, sono correlate all'insorgenza di tumori epatici.
- Ergotine (acido lisergico): alcaloidi, in alcuni funghi parassiti della segale cornuta, vasocostrittori, interferenze con SNC, causano convulsioni, allucinazioni, ergotismo (o fuoco di Sant'Antonio).
- Nitrati NO3: nelle verdure e nelle foglie coltivate in carenza di luce ed acqua, si trasformano in Nitriti e Nitrosammine (cancerogene) che oltre all'effetto oncogeno si legano all'emoglobina e limitano l'ossigenazione del sangue.

#### Sostanze che inducono reazioni avverse solo in individui predisposti
- Vicina e Convicina: glicoside presente nella fava che, nelle persone affette da favismo, può causare ittero, anemia emolitica ed in alcuni casi morte[8].
- Glutine: non è propriamente un tossico. È una proteina dei cereali che negli individui intolleranti può provocare danni all'epitelio intestinale (Celiachia)[9].